# Девушка в чёрном (фильм, 1956)
«Девушка в чёрном» (греч. Το Κορίτσι με τα Μαύρα) — фильм греческого режиссёра Михалиса Какояниса, вышедший на экраны в 1956 году. Лауреат премии «Золотой глобус» за 1957 год.

## Сюжет
В маленький греческий город приезжают двое молодых афинян. Здесь один из них, Павел, влюбляется в Марину, давно ставшую объектом насмешек и травли со стороны местной молодёжи во главе с Кристосом, ухаживания которого она отвергает. Марина отвечает Павлу взаимностью. Кристос пытается проучить Павла, тайком повредив его лодку, но в результате погибает несколько детей, а Павла арестовывают. В финале фильма Кристос во всём сознаётся полиции.

## В ролях
- Элли Ламбети — Марина
- Димитрис Хорн — Павел
- Йоргос Фунтас — Кристос
- Элени Зафиру — Фрозо
- Стефанос Стратигос — Панагис
- Нотис Периалис — Антонис
- Анестис Влаос — Мицос
- Танасис Венгос — полицейский

## Признание
На Каннском фестивале 1956 года фильм был номинирован на премию «Золотая пальмовая ветвь». В 1957 году он получил премию «Золотой глобус» как лучший фильм на иностранном языке.